# Coupe de France 1999
Die Coupe de France 1999 war die 8. Austragung der Coupe de France, einer seit der Saison 1992 stattfindenden Serie von französischen Eintagesrennen. Die Fahrerwertung gewann der Este Jaan Kirsipuu vom Team französischen Casino-C’est votre équipe, die Teamwertung gewann die Mannschaft La Française des Jeux.

## Rennen
| Datum         | Rennen                             | Sieger             |
| ------------- | ---------------------------------- | ------------------ |
| 20. Februar   | Tour du Haut-Var                   | Davide Rebellin    |
| 21. Februar   | Classic Haribo                     | Stuart O’Grady     |
| 21. März      | Grand Prix Cholet-Pays de la Loire | Jaan Kirsipuu      |
| 2. April      | Route Adélie                       | Torsten Schmidt    |
| 4. April      | Grand Prix de Rennes               | Max van Heeswijk   |
| 6. April      | Paris–Camembert                    | Fabiano Fontanelli |
| 20. April     | La Côte Picarde                    | Pascal Chanteur    |
| 22. April     | Grand Prix de Denain               | Jeroen Blijlevens  |
| 25. April     | Tour de Vendée                     | Jaan Kirsipuu      |
| 2. Mai        | Trophée des Grimpeurs              | Laurent Roux       |
| 29. Mai       | A Travers le Morbihan              | Patrice Halgand    |
| 5. Juni       | Classique des Alpes                | Unai Osa           |
| 12. September | Grand Prix de Fourmies             | Dmitri Konyschew   |
| 19. September | Grand Prix d’Isbergues             | Lauri Aus          |
| 30. September | Paris–Bourges                      | Daniele Nardello   |

## Fahrerwertung
| Position | Fahrer          | Team                      | Punkte |
| -------- | --------------- | ------------------------- | ------ |
| 1        | Jaan Kirsipuu   | Casino-C’est votre équipe | 187    |
| 2        | Pascal Chanteur | Casino-C’est votre équipe | 119    |
| 3        | Patrice Halgand | Festina-Lotus             | 70     |